# Епархия Пресвятой Девы Марии Благовещения в Ньютоне

Герб

Епархия Пресвятой Девы Марии Благовещения в Ньютоне (лат. Eparchia Neotoniensis Graecorum Melkitarum) — епархия Мелькитской католической церкви с центром в городе Бостон, США. Епархия Пресвятой Девы Марии Благовещения в Ньютоне является единственной епархией для верующих Мелькитской католической церкви, проживающих в США. Кафедральным собором епархии Пресвятой Девы Марии Благовещения в Ньютоне является собор Благовещения.

## История
10 января 1966 года Римский папа Павел VI издал буллу Byzantini Melkitarum, которой учредил Апостольский экзархат США Мелькитской католической церкви.
28 июня 1976 года Римский папа Павел VI издал буллу Cum apostolicum, которой преобразовал Апостольский экзархат США в епархию Пресвятой Девы Марии Благовещения в Ньютоне.

## Общины русской традиции
В юрисдикцию епархии входят: 
- Русская католическая церковь святого апостола Андрея (Эль Сегундо)
- Приход Фатимской Божией Матери (Сан-Франциско)

## Ординарии епархии
- епископ Иустин Абрахам Найми (27.01.1966 — † 11.06.1968)
- архиепископ ad personam Joseph Elias Tawil (1969 — 2.12.1989)
- епископ Игнатий Гаттас (2.12.1989 — † 11.10.1992)
- епископ Иоанн Адель Элиа (25.11.1993 — 22.06.2004)
- архиепископ ad personam Кирилл Салим Бустрос (22.06.2004 — 15.06.2011), назначен архиепископом Бейрута и Библа
- епископ Николас Самра (с 15 июня 2011 года)

## Источник
- Annuario Pontificio, Libreria Editrice Vaticana, Città del Vaticano, 2003, ISBN 88-209-7422-3
- Булла Byzantini Melkitarum  (лат.)
- Булла Cum apostolicum, AAS 69 (1977), стр. 75  (лат.)